# Nando Bruno
Nando Bruno (eigentlich Ferdinando Bruno; * 6. Oktober 1895 in Rom; † 11. April 1963 ebenda) war ein italienischer Schauspieler.

## Leben
Bruno schloss eine technische Ausbildung ab, widmete sich aber nach dem Ersten Weltkrieg seiner Leidenschaft, der Schauspielerei, der er in kleineren Ensembles am Varieté und Avanspettacolo nachging. Ab 1938 auch beim Film in vielerlei Nebenrollen als frustrierter Ehemann, Pfarrer, Bürgermeister, Taxifahrer, Mechaniker oder Handwerker beschäftigt, kam seine grobschlächtige, aber letztlich gutmütige Art nach dem Zweiten Weltkrieg voll zur Entfaltung. Auf der Bühne sah man Bruno, der mit Ciro Berardi als komisches Paar Erfolge feierte, nun auch in Garinei und Giovanninis Pirulì, Pirulì,… neben Carlo Campanini, Alberto Rabagliati und den Nava-Schwestern. Im Kino folgte Film auf Film, wobei in den unmittelbaren Nachkriegsjahren mit Rom, offene Stadt, Das Verbrechen des Giovanni Episcopo und Abgeordnete Angelina seine bemerkenswertesten Rollen in kurzer Zeitfolge zu sehen waren. Für zweiteren erhielt er ein Silbernes Band als bester Nebendarsteller. Hier war er, wie oft auf der Bühne und häufig in anderen Streifen, als Partner Aldo Fabrizis engagiert worden.

## Filmografie (Auswahl)
- 1938: L’ha fatto una signora
- 1945: Rom, offene Stadt (Roma, città aperta)
- 1947: Abgeordnete Angelina (L’onorevole Angelina)
- 1947: Das Verbrechen des Giovanni Episcopo (Il delitto di Giovanni Episcopo)
- 1947: Wie ich den Krieg verlor (Come persi la guerra)
- 1949: Länger kann die Braut nicht warten (Anselmo ha fretta)
- 1951: Die bittere Liebe (Lo sceicco bianco)
- 1951: Frauen und Rebellen (Donne e briganti)
- 1952: Guten Tag, Herr Elefant (Buongiorno, elefante!)
- 1953: Der Sohn des weißen Teufels (Ivan, il figlio del diavolo bianco)
- 1954: Das Todesseil (La corda d’acciaio)
- 1955: Zwei silberne Leuchter (Il cortile)
- 1956: Die Bande der Ehrlichen (La banda degli onesti)
- 1957: Keine Schonzeit für Blondinen (La ragazza del Palio)
- 1959: Tschau, tschau, Bambina (Ciao, ciao, bambina)
- 1959: Der Witwer (Il vedovo)
- 1960: Der Meistergauner (Il mattatore)
- 1960: Der Schutzmann (Il vigile)
- 1961: Halt mal die Bombe, Liebling (Che gioia vivere)